# Dekanat Allgäu-Oberschwaben
Das Dekanat Allgäu-Oberschwaben ist eines von 25 Dekanaten in der Diözese Rottenburg-Stuttgart. Es ist territorial fast deckungsgleich mit dem Landkreis Ravensburg. Die Dekanatsleitung befindet sich in Weingarten. Dekantsgeschäftstellen sind in Weingarten und Wangen. Das Verwaltungszentrum des Dekanats hat seinen Sitz in Kißlegg.

## Struktur

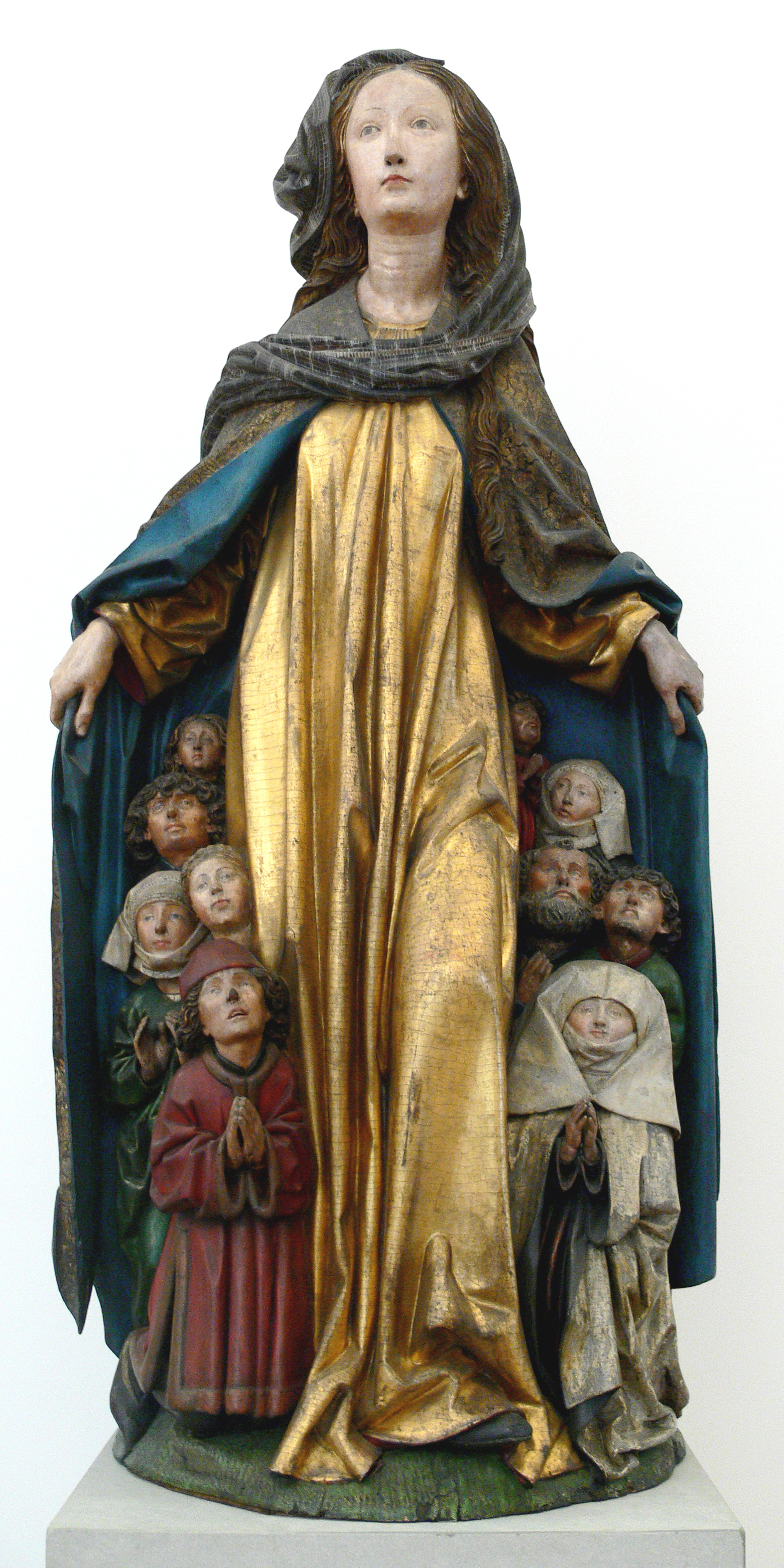
Ravensburger Schutzmantelmadonna

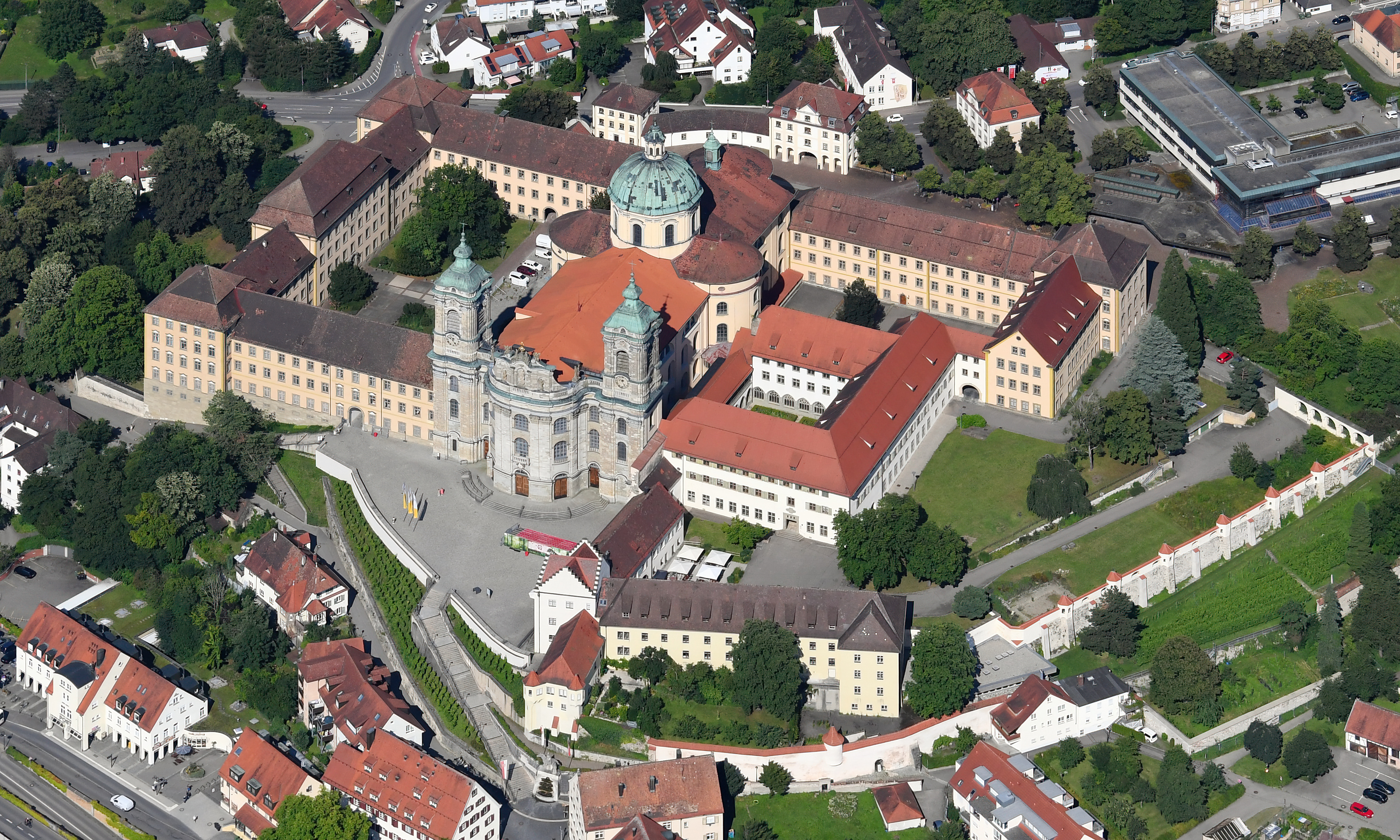
St. Martin Weingarten

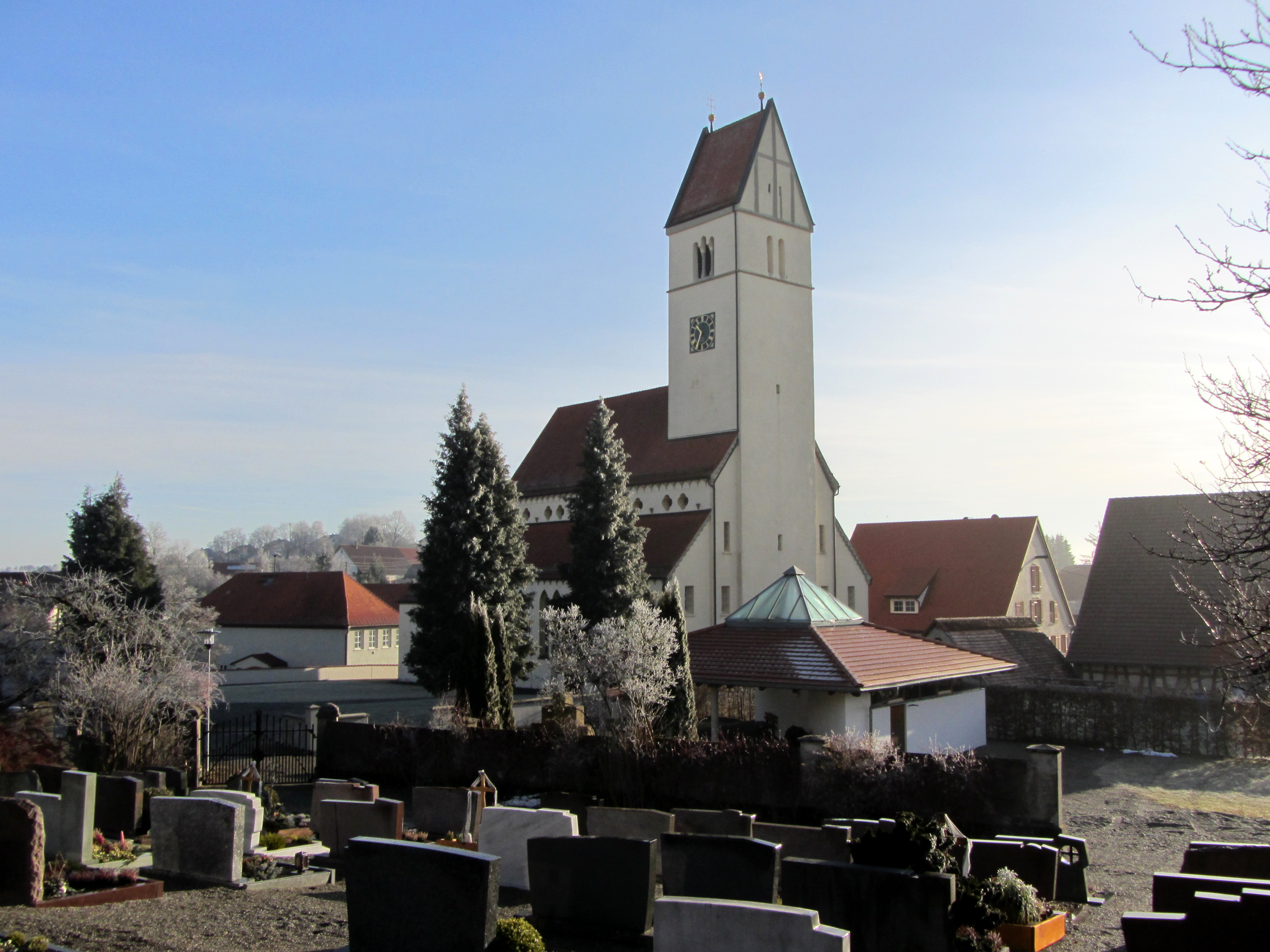
St. Gallus in Unterschwarzach

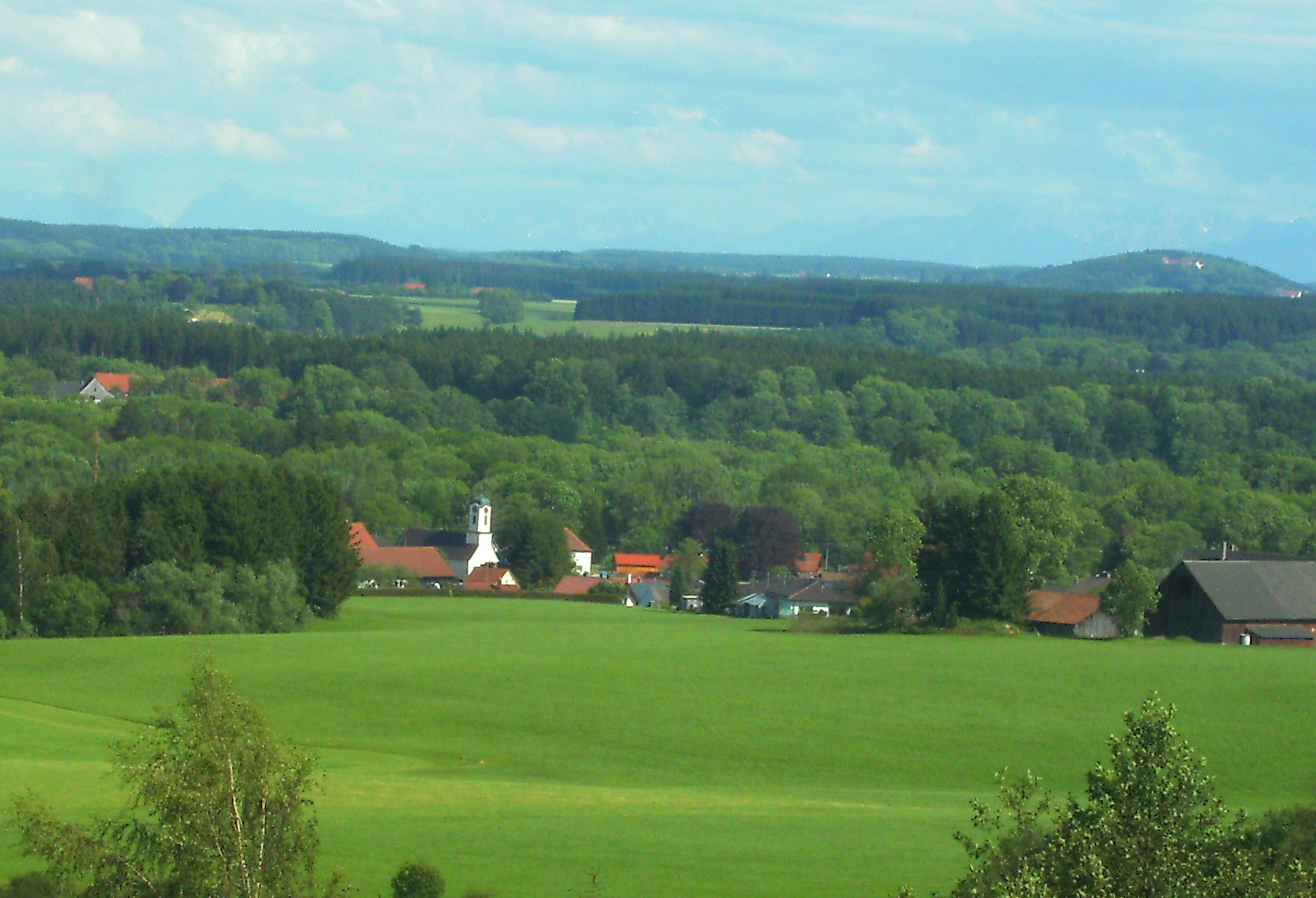
St. Johann Baptist Mooshausen

Zum 1. Januar 2008 wurden die Dekanate Leutkirch, Ravensburg, Waldsee und Wangen zum Dekanat Allgäu-Oberschwaben zusammengefasst, das in die drei Bezirke Allgäu, Ravensburg und Waldsee aufgeteilt wurde.
Das Dekanat teilt sich in folgende 23 Seelsorgeeinheiten (SE):
SE 1 Ravensburg-Mitte
- Ravensburg, St. Christina
- Ravensburg, Christus König
- Ravensburg, St. Jodok
- Ravensburg, Liebfrauen
- Ravensburg, Kroatische Katholische Gemeinde Mala Gospa
- Ravensburg, Polnische Katholische Gemeinde Bruno z Kwerfurtu

SE 2 Ravensburg-Süd
- Gornhofen, St. Walburga
- Obereschach, St. Johannes Baptist
- Oberzell, St. Antonius v. Padua
- Weißenau, St. Petrus und Paulus (Münsterkirche)

SE 3 Ravensburg-West
- Bavendorf, St. Columban
- Eggartskirch, St. Isidor
- Ravensburg, Zur heiligsten Dreifaltigkeit (Weststadt)
- Schmalegg, St. Nikolaus
- Taldorf, St. Petrus

SE 4a Weingarten-St. Maria / Heilig Geist
- Weingarten, St. Maria
- Weingarten, Heilig Geist

SE 4b Weingarten-St. Martinus
- Weingarten, St. Martinus (Basilika)

SE 5 Zocklerland
- Danketsweiler, St. Johannes Baptist
- Esenhausen, St. Martinus
- Hasenweiler, Mariä Geburt
- Horgenzell, St. Ursula
- Kappel, St. Gallus
- Pfärrenbach, ExpV., St. Venantius
- Pfrungen, St. Sebastian
- Ringgenweiler, St. Stephanus
- Wilhelmskirch, St. Johannes Baptist
- Zogenweiler, St. Felix und Regula
- Zußdorf, St. Simon und Judas

SE 6 Westliches Schussental
- Berg, St. Petrus und Paulus
- Blitzenreute, St. Laurentius
- Fronhofen, St. Konrad
- Mochenwangen, Mariä Geburt
- Wolpertswende, St. Gangolf

SE 7 Baienfurt-Baindt
- Baienfurt, Mariä Himmelfahrt
- Baindt, St. Johannes Baptist

SE 8a Vorallgäu
- Bodnegg, St. Ulrich und Magnus
- Grünkraut, St. Gallus und Nikolaus
- Schlier, St. Martin
- Unterankenreute, FilialKG Mariä Himmelfahrt

SE 8b Tor zum Allgäu
- Hannober, FilialKG St. Cassian
- Vogt, St. Anna
- Waldburg, St. Magnus

SE 9 Aulendorf
- Aulendorf, St. Martinus

SE 10 Bad Waldsee
- Bad Waldsee, St. Petrus (Stiftskirche)
- Haisterkirch, St. Johannes Baptist
- Michelwinnaden, St. Johannes Evangelist
- Reute, St. Petrus und Paulus

SE 11 Oberes Achtal
- Alttann, St. Nikolaus
- Bergatreute, St. Philippus und Jakobus
- Molpertshaus, St. Katharina
- Rötenbach, St. Jakobus Maior
- Wolfegg, St. Katharina

SE 12 Bad Wurzach
- Arnach, St. Ulrich
- Bad Wurzach, St. Verena
- Dietmanns, St. Ulrich und Margareta
- Eggmannsried, St. Jakobus
- Eintürnenberg, St. Martinus
- Haidgau, St. Nikolaus
- Hauerz, St. Martinus
- Seibranz, St. Ulrich
- Unterschwarzach, St. Gallus
- Ziegelbach, Unsere Liebe Frau

SE 13 Kißlegg
- Immenried, St. Ursula
- Kißlegg, St. Gallus und Ulrich
- Waltershofen, St. Petrus und Magnus

SE 14 Wangen
- Deuchelried, St. Petrus
- Karsee, St. Kilian
- Leupolz, St. Laurentius
- Niederwangen, St. Andreas
- Wangen, St. Martin
- Wangen, St. Ulrich

SE 15 An der Argen
- Achberg, St. Michael und St. Georg[3]
- Amtzell, St. Johannes Evangelist und Mauritius
- Haslach, St. Stephanus
- Pfärrich, Mariä Geburt
- Primisweiler, St. Clemens
- Roggenzell, St. Gallus
- Schwarzenbach (Neuravensburg), St. Felix und Regula

SE 16 Argenbühl
- Christazhofen, St. Mauritius
- Eglofs, St. Martinus
- Eisenharz, St. Benedikt
- Enkenhofen, St. Laurentius
- Ratzenried, St. Georg
- Siggen, St. Sebastian

SE 17 Isny
- Beuren, St. Petrus und Paulus
- Bolsternang, St. Martinus
- Isny, St. Georg und Jakobus
- Isny, St. Maria
- Menelzhofen, St. Margareta
- Neutrauchburg, ExpV, Zum Kostbaren Blut
- Rohrdorf, St. Remigius

SE 18 Gallus – Allgäu
- Diepoldshofen, St. Johann Baptist
- Engerazhofen, St. Johann Baptist
- Gebrazhofen, Mariä Himmelfahrt
- Heggelbach, ExpV, FilialKG St. Nikolaus
- Herlazhofen, St. Stephanus
- Merazhofen, St. Gordian und Epimachus
- Reichenhofen, St. Laurentius
- Schloss Zeil, St. Maria
- Unterzeil, FilialKG St. Magnus
- Willerazhofen, St. Margareta

SE 19 Alpenblick
- Friesenhofen, St. Petrus und Paulus
- Hinznang, St. Gertrud
- Hofs, St. Gallus und Magnus
- Ottmannshofen, St. Bartholomäus
- Urlau, St. Martinus
- Wuchzenhofen, St. Johannes Baptista

SE 20 Leutkirch
- Leutkirch, St. Martinus

SE 21 Aitrachtal
- Aichstetten, St. Michael
- Aitrach, St. Gordianus und Epimachus
- Altmannshofen, St. Vitus
- Mooshausen, St. Johann Baptist
- Treherz, St. Johann Baptist